# Astyochia philyra
Astyochia philyra là một loài bướm đêm trong họ Geometridae.